# Präsident Herwig
Die Präsident Herwig war einer der ersten hochseetauglichen deutschen Fischdampfer des ausgehenden 19. Jahrhunderts.
Nach der Sagitta wurde die Präsident Herwig als zweites Schiff für den unternehmerischen Begründer der deutschen Hochseefischerei, den Fischhändler und Reeder Friedrich Busse (1835–98), bei der Werft F. W. Wencke in Bremerhaven nach englischem Vorbild erbaut. Namensgeber war der Verwaltungsjurist und Förderer der Hochseefischerei Walther Herwig, nach welchem noch heute die deutschen Fischereiforschungsschiffe benannt werden.
Die Präsident Herwig war das erste Schiff der neuen Hochseefischereiflotte der Kaiserzeit, das 1898 im Nordatlantik vor der Küste Islands verloren ging. Sie wird auch von Gorch Fock in seinem Buch Seefahrt ist not! erwähnt.
Die Präsident-Herwig-Straße am Alten  Fischereihafen Cuxhaven erinnert an das verlorene Schiff und seinen Namensgeber.
An die vor der Küste Islands mit über 1.200 Seeleuten und Fischern untergegangenen 83 deutschen Fischdampfer erinnert heute der Gedenkstein Islandfischerei an der Küste bei Vík í Mýrdal.